# 旧亨施泰特
旧亨施泰特是德国巴登-符腾堡州的一个市镇。总面积19.16平方公里，总人口7883人，其中男性3943人，女性3940人（2011年12月31日），人口密度411人/平方公里。